# フリーデリケ・ドロテア・ゾフィア・フォン・ブランデンブルク＝シュヴェート
フリーデリケ・ドロテア・ゾフィア・フォン・ブランデンブルク＝シュヴェート（Friederike Dorothea Sophia von Brandenburg-Schwedt, 1736年12月18日 - 1798年3月9日）は、ヴュルテンベルク公フリードリヒ2世オイゲンの妃。

## 生涯
フリーデリケ・ドロテアはブランデンブルク＝シュヴェート辺境伯フリードリヒ・ヴィルヘルムと、プロイセン王フリードリヒ・ヴィルヘルム1世の娘ゾフィー・ドロテアの間の長女として生まれた。母はプロイセン王フリードリヒ2世（大王）の妹だった。
1753年11月29日、フリーデリケはヴュルテンベルク公子フリードリヒ・オイゲンと結婚した。夫妻は初めトレプトウ・アン・デア・リーガ（現在のポーランド領トゥシェビャトゥフ）で暮らしていたが、1769年には夫が領地として与えられたフランス国境のモンベリアル伯領に移った。
フリーデリケは才知に富んだ心優しい貴婦人だったと言われる。フリーデリケは改革派教会（カルヴァン派）の信徒だったが、夫のフリードリヒ・オイゲンはカトリック信徒であり、2人の間の子供達はヴュルテンベルクの体制宗教であるルーテル教会（福音派）の信徒として育てられた。夫婦親子が異宗派を信仰するのは、フリーデリケの伯父のプロイセン王フリードリヒ2世が命じたことであり、フリーデリケとフリードリヒ・オイゲンの婚前契約にも明記されていた。これは将来的に福音派領邦であるヴュルテンベルクを相続することになる夫妻の子供達を、福音派として育てる必要があったためだった。この措置には福音派であるヴュルテンベルクの諸身分も満足し、夫妻の大勢の子供達の養育費として2万5000グルデンの年金を夫妻に支給した。
1795年に夫がヴュルテンベルク公爵位を継承し、フリーデリケも公妃となった。フリーデリケは1798年、夫の死の翌年に死去した。

## 子女
- フリードリヒ（1754年 - 1816年） - ヴュルテンベルク王フリードリヒ1世
- ルートヴィヒ（1756年 - 1817年）
- オイゲン（1758年 - 1822年）
- ゾフィー・ドロテア（1759年 - 1828年） - 1776年、ロシア皇帝パーヴェル1世と結婚
- ヴィルヘルム（1761年 - 1830年）
- フェルディナント（1763年 - 1834年）
- フリーデリケ（1765年 - 1785年） - 1781年、オルデンブルク大公ペーター1世と結婚
- エリーザベト（1767年 - 1790年） - 1788年、神聖ローマ皇帝フランツ2世と結婚
- ヴィルヘルミーネ（1768年）
- カール（1770年 - 1791年）
- アレクサンダー（1771年 - 1833年）
- ハインリヒ（1772年 - 1838年）